# 藤田嘉宏
藤田 嘉宏（ふじた よしひろ）は、元新潟総合テレビアナウンサー。
現在は国際音楽エンタテイメント専門学校講師（アナウンス技法）。新潟県中魚沼郡中里村（現十日町市）出身。

## 略歴
新潟県立十日町高等学校を経て中央大学法学部卒業後、山口放送に入社。後に新潟総合テレビに中途入社。
新人アナウンサーの指導、ニュースキャスター、ドキュメンタリーのナレーション等を担当する。
チーフアナウンサー、報道制作部長、部付局長を歴任。